# 西藏與喜馬拉雅圖書館
西藏與喜馬拉雅圖書館（英語：Tibetan and Himalayan Library，縮寫為THL），曾名西藏與喜馬拉雅數位圖書館（英語：Tibetan and Himalayan Digital Library，縮寫為THDL），位於美國維吉尼亞大學內，以收集與西藏及喜馬拉雅山地區相關的圖書及數位多媒體資料為主的圖書館與研究計畫。

## 歷史
2000年，由美國維吉尼亞大學圖書館及人類學高等研究所（Institute for Advanced Technology in the Humanities）共同成立。
2003年，隨著計畫發展，其收藏資料已不限於數位多媒體資料，因此改名西藏與喜馬拉雅圖書館（THL）。

## 外部連結
- THDL計畫概述
- 西藏與喜馬拉雅圖書館官方網頁 （页面存档备份，存于）